# NGC 739

NGC 739

NGC 739 في الفهرس العام الجديد، هي مجرة، تقع في كوكبة المثلث. اكتشفت في 9 يناير 1874 بواسطة رالف كوبلاند.

## روابط خارجية
- NGC 739 على موقع ويكي سكاي: DSS2, SDSS, GALEX, IRAS, Hydrogen α, X-Ray, Astrophoto, Sky Map, Articles and images